# Bad Liebenstein
Bad Liebenstein település Németországban, azon belül Türingiában. Lakosainak száma 7697 fő (2023. december 31.). Bad Liebenstein Moorgrund, Ruhla, Waltershausen, Brotterode-Trusetal, Breitungen/Werra és Barchfeld-Immelborn községekkel határos.

## Népesség
A település népességének változása:
| Lakosok száma | 7971 | 7777 | 7786 | 7700 | 7735 | 7697 |
|               | 2014 | 2017 | 2019 | 2021 | 2022 | 2023 |